# Poème Symphonique (Goorhuis)
Poème Symphonique "Les trois Histoires de Jean de Bruges" is een compositie voor fanfare van Rob Goorhuis. Het is geschreven in opdracht van de Stichting Wereld Muziek Concours te Kerkrade als verplicht werk voor fanfare.
Het werk is op cd opgenomen door het Nationaal Jeugd Fanfareorkest onder leiding van Danny Oosterman en door het Frysk Fanfare Orkest onder leiding van Jouke Hoekstra.